# Nunatak Shakirova
Nunatak Shakirova är en nunatak i Antarktis. Den ligger i Östantarktis. Argentina och Storbritannien gör anspråk på området. Toppen på Nunatak Shakirova är 1 051 meter över havet.
Terrängen runt Nunatak Shakirova är huvudsakligen platt, men söderut är den kuperad. Terrängen runt Nunatak Shakirova sluttar norrut. Trakten är obefolkad. Det finns inga samhällen i närheten.